# Вальдеаверо
Вальдеаверо (ісп. Valdeavero) — муніципалітет в Іспанії, у складі автономної спільноти Мадрид. Населення — 1319 осіб (2010).
Муніципалітет розташований на відстані близько 39 км на північний схід від Мадрида.
На території муніципалітету розташовані такі населені пункти: (дані про населення за 2010 рік)
- Вальдеаверо: 1048 осіб
- Ла-Кардоса: 271 особа

## Демографія
Динаміка населення (INE ):

## Галерея зображень

Розташування муніципалітету у автономній спільноті Мадрид
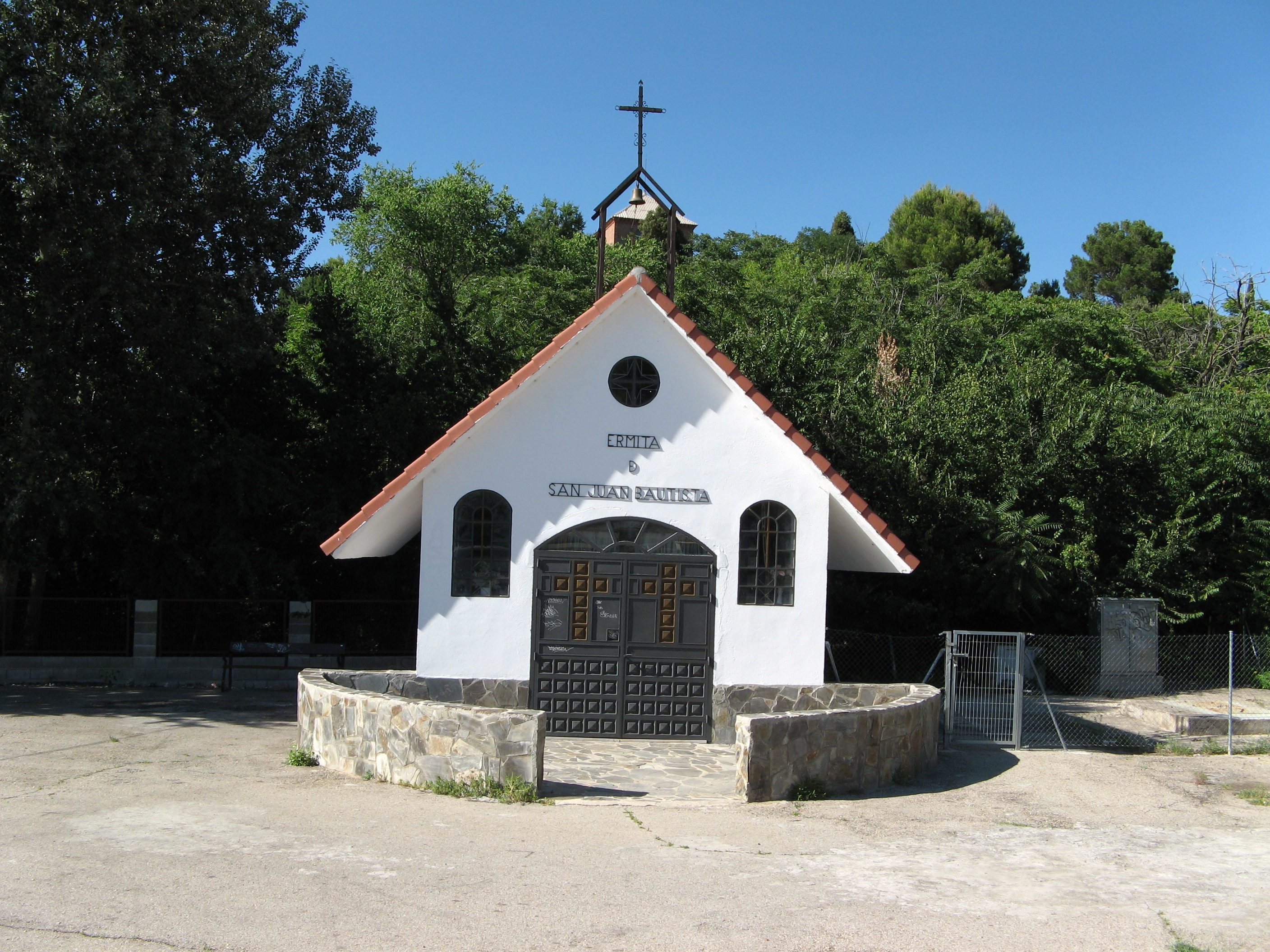
Каплиця Сан-Хуан-Баутіста